# ريوجي كاواإي
ريوجي كاواإي (باليابانية: 河合 竜二) (14 يوليو 1978 في إيتاباشي (طوكيو) في اليابان - )؛ هو لاعب كرة قدم ياباني سابق كان يلعب كلاعب وسط.

## وصلات خارجية
- ريوجي كاواإي على موقع رابطة كرة القدم اليابانية للمحترفين (اليابانية)
- ريوجي كاواإي على موقع قاعدة بيانات كرة القدم.إي يو (الإنجليزية)
- ريوجي كاواإي على موقع Soccerway.com (الإنجليزية)
- ريوجي كاواإي على موقع عالم كرة القدم.نت (الإنجليزية)
- ريوجي كاواإي على موقع كووورة